# Arrondissements do Níger
Antes do programa de desconcentração em 1999-2006, o segundo nível de subdivisões administrativas do Níger foram nomeados arrondissements do Níger e o 1º nível foram nomeados departamentos do Níger.
Em seguida, os ex-departamentos foram renomeados "Regiões do Níger" e os arrondissements foram renomeados departamentos. 